# 三宅直胖

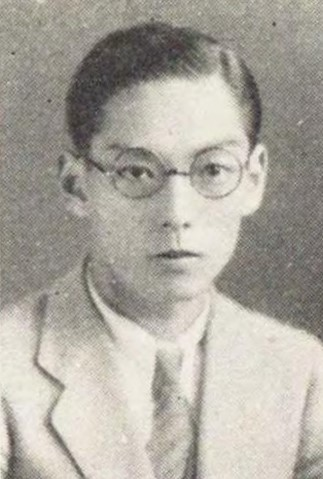
三宅直胖

三宅 直胖（みやけ なおひろ、1907年（明治40年）9月7日 - 没年不詳）は、昭和期の政治家、華族。貴族院子爵議員。旧姓・鍋島。

## 経歴
旧小城藩主の系統で子爵の主猟官・鍋島直庸の二男として生まれ、陸軍大佐（騎兵）で子爵の三宅忠強の養子となる。養父が実兄の鳥居忠一子爵夫妻と共に京王線に衝突した自動車事故で死去したことにより、1939年（昭和14年）2月15日、子爵を襲爵した。
1932年（昭和7年）3月、京都帝国大学経済学部を卒業。1934年（昭和9年）富士写真フイルムに入社。その後、飛島組などで勤務した。
1946年（昭和21年）6月28日、貴族院子爵議員補欠選挙で当選し、研究会に所属し1947年（昭和22年）5月2日の貴族院廃止まで在任した

## 親族
- 妻：富子（大谷光明・大谷紝子長女）[1]
- 二女：規子（のりこ岩倉具憲夫人）[1]